# Fundstellennachweis
Ein Fundstellennachweis ist ein Verzeichnis von Rechtsnormen, in dem für jede Norm angegeben ist, an welcher Stelle sie amtlich verkündet wurde. Gewöhnlich sind auch Änderungen der Normen mit den Informationen zu deren Verkündung verzeichnet.
Außer der Bezeichnung Fundstellennachweis sind auch „Gültigkeitsverzeichnis“ oder „Fortführungsnachweis“ als Titel solcher Publikationen üblich.

## Deutschland
Auf Grund eines Beschlusses des Deutschen Bundestages (Beschluss vom 6. Februar 1952; vgl. Stenographischer Bericht der 189. Sitzung und Drucksache Nr. 3018) erscheint für das deutsche Bundesrecht seit 1952 jährlich der Fundstellennachweis als amtlicher Nachweis der Bundesgesetzgebung, welches das Bundesministerium der Justiz herausgibt. Er wurde 1968 in die Teile A und B unterteilt. Der Fundstellennachweis A (FNA) listet das innerstaatliche Bundesrecht auf (hellblaue Beilage zum Bundesgesetzblatt Teil I, seit 2012 nicht mehr in gedruckter Form erhältlich), während der Fundstellennachweis B (FNB) die völkerrechtlichen Vereinbarungen sowie die Verträge zur Vorbereitung und Herstellung der Einheit Deutschlands verzeichnet (rote Beilage zum BGBl. Teil II). Beide Fundstellennachweise können jeweils jahresaktuell auf der Homepage des Bundesgesetzblattes abgerufen werden.
- Fundstellennachweis A 2017 Bundesrecht ohne völkerrechtliche Vereinbarungen. Abgeschlossen am 31. Dezember 2017
- Fundstellennachweis B 2017 Völkerrechtliche Vereinbarungen. Verträge zur Vorbereitung und Herstellung der Einheit Deutschlands. Abgeschlossen am 31. Dezember 2017.

In vielen deutschen Ländern gibt es ähnliche Verzeichnisse. Die Länder orientieren sich dabei in der Struktur meist stark am FNA, haben die Einteilung der Sachgebiete aber teilweise an ihre Bedürfnisse angepasst. Im Gegensatz zum Bund nehmen viele Länder auch Verwaltungsvorschriften auf oder geben dazu eigene Verzeichnisse heraus.
Teilweise sind diese Verzeichnisse im Internet einsehbar (vgl. Weblinks).

## Sachgebietsgliederung des FNA der Bundesrepublik Deutschland
Der FNA benutzt für die verschiedenen Sachgebiete Gliederungsnummern, die sich jeweils weiter untergliedern. Im Folgenden sind die neun Hauptgliederungspunkte mit ihren Unterpunkten und exemplarisch weitere Unterpunkte der ersten drei Sachgebiete dargestellt.

### 1 –Staats-undVerfassungsrecht
- 10 – Verfassungsrecht
  - 100 – 
    - 100-1 - Grundgesetz
    - 100-2 - Weimarer Verfassung (einzelne Paragraphen)

  - 101 – Hoheitsgebiet
  - 102 – Staatsangehörigkeit
  - 103 – Erlass von Rechtsverordnungen
  - 104 – Aufhebung von Besatzungsrecht
  - 105 – Herstellung der Einheit Deutschlands
- 11 – Staatliche Organisation
  - 110 – Staatsorgane
    - 1100 – Staatsoberhaupt
    - 1101 – Bundestag
      - 1101-1 - Geschäftsordnung des Deutschen Bundestages

    - 1102 – Bundesrat
    - 1103 – Bundesregierung
    - 1104 – Bundesverfassungsgericht

  - 111 – Wahlrecht
  - 112 – Parteien
  - 113 – Symbole, Auszeichnungen, Feiertage
  - 114 – Verkündungswesen
  - 115 – Zuständigkeit der Behörden
  - 116 – Gremienbesetzung
- 12 – Verfassungsschutz, Nachrichtendienst
- 13 – Bundesgrenzschutz, Bundespolizei
- 14 – Staatshaftung
- 17 – Vereinigung Europas, Europaunion
- 18 – Durchführung völkerrechtlicher und zwischenstaatlicher Vereinbarungen
- 19 – Einzelne staats- und verfassungsrechtliche Rechtsvorschriften zum Grundgesetz

### 2 –Verwaltung
- 20 – Allgemeine innere Verwaltung
  - 200 – Behördenaufbau
  - 201 – Verwaltungsverfahren und -zwangsverfahren
  - 202 – Verwaltungsgebühren
  - 203 – Recht der im Dienst des Bundes und der bundesunmittelbaren Körperschaften des öffentlichen Rechts stehenden Personen
    - 2030 – Beamte
    - 2031 – Disziplinarrecht
    - 2032 – Besoldung, Reise- und Umzugskosten, Unterhaltszuschuss
    - 2034 – Angestellte und Arbeiter, Arbeitsbedingungen der Arbeitnehmer
    - 2035 – Personalvertretungsrecht
    - 2036 – Rechtsverhältnisse früherer Angehöriger des öffentlichen Dienstes (Art. 131 GG)
    - 2037 – Wiedergutmachung nationalsozialistischen Unrechts für Angehörige des öffentlichen Dienstes
    - 2038 – Kriegsfolgen-Abschlussgesetz

  - 204 – Datenschutz
  - 205 – Frauenförderung, Gleichstellung
  - 206 – Öffentliche Informationstechnik
- 21 – Besondere Verwaltungszweige der inneren Verwaltung
  - 210 – Pass-, Ausweis- und Meldewesen
  - 211 – Personenstandswesen
    - 211-9 - Personenstandsgesetz (PStG)
    - 211-10 - Gesetz über die Selbstbestimmung in Bezug auf den Geschlechtseintrag (SBGG)
    - 211-11 - Transsexuellengesetz (TSG)

  - 212 – Gesundheitswesen
    - 212-2 - Transplantationsgesetz (TPG)
    - 2120 – Organisation des Gesundheitswesens
    - 2121 – Apotheken- und Arzneimittelwesen, Gifte
    - 2122 – Ärzte und sonstige Heilberufe
    - 2123 – Zahnärzte und Dentisten
    - 2124 – Hebammen und Heilhilfsberufe
    - 2125 – Lebens- und Genussmittel, Bedarfsgegenstände
    - 2126 – Krankheitsbekämpfung, Impfwesen
    - 2127 – Gesundheitsfürsorge
    - 2128 – Rotes Kreuz
    - 2129 – Umweltschutz

  - 213 – Bauwesen
  - 214 – Sachleistungsrecht, Enteignungsrecht
  - 215 – Zivilschutz
  - 216 – Jugendrecht
    - 2160 – Jugendförderung
    - 2161 – Jugendschutz
    - 2162 – Jugendwohlfahrt
    - 2163 – Unterhaltsvorschuss

  - 217 – Sozialhilfe und Wohlfahrtswesen
  - 218 – Vereins- und Versammlungsrecht, Freizügigkeit, Auswanderungswesen, Kriegsgräberfürsorge
    - 2180 – Vereins- und Versammlungsrecht
    - 2181 – Freizügigkeit
    - 2182 – Auswanderungswesen
    - 2183 – Tumultschäden
    - 2184 – Kriegsgräberfürsorge
    - 2185 – Öffentliche Sammlungen

  - 219 – Bundeskriminalpolizei, Sicherheitspolizei
    - 2190 – Bundeskriminalpolizei
    - 2191 – Sicherheitspolizei
- 22 – Kulturelle Angelegenheiten
  - 220 – Kunst
  - 221 – Bildung, Wissenschaft und Forschung
    - 2213 – Raumfahrt

  - 222 – Kirchen und öffentlich-rechtliche Religionsgemeinschaften
  - 223 – Schul- und Volksbildungswesen
  - 224 – Allgemeine Kulturpflege, Kulturschutz und Archivwesen
    - 224-28 - Bundesarchivgesetz (BArchG)

  - 225 – Presse-, Rundfunk- und Filmwesen
    - 2250 – Pressewesen
    - 2251 – Rundfunkwesen
    - 2252 – Filmwesen
- 23 – Raumordnung, Bodenverteilung, Wohnungsbau-, Siedlungs- und Heimstättenwesen, Wohnraumbewirtschaftung, Kleingartenwesen, Grundstückverkehrsrecht (außer land- und forstwirtschaftlichem Grundstücksverkehrsrecht)
  - 230 – Raumordnung
  - 231 – Bodenverteilung
  - 233 – Wohnungsbau-, Siedlungs- und Heimstättenwesen
    - 2330 – Wohnungsbauwesen
    - 2331 – Siedlungswesen
    - 2332 – Heimstättenwesen

  - 234 – Wohnraumbewirtschaftung
  - 235 – Kleingartenwesen
  - 236 – Grundstückverkehrsrecht (außer land- und forstwirtschaftlichem Grundstückverkehrsrecht)
- 24 – Vertriebene, Flüchtlinge, Evakuierte, politische Häftlinge und Vermisste
  - 240 – Vertriebene, Flüchtlinge
  - 241 – Evakuierte
  - 242 – Politische Häftlinge
  - 243 – Ausländische Flüchtlinge
  - 244 – Vermisste
- 25 – Wiedergutmachung nationalsozialistischen Unrechts, Bereinigung von DDR-Unrecht
  - Wiedergutmachung nationalsozialistischen Unrechts
  - 250 – Rückerstattung
  - 251 – Entschädigung
  - Bereinigung von DDR-Unrecht
  - 252 – Stasi-Unterlagen-Gesetz
- 26 – Ausländerrecht
- 27 – Auswärtiger Dienst
- 28 – Körperschaften, Stiftungen und Anstalten des öffentlichen Rechts
- 29 – Statistik

### 3 –Rechtspflege
- 30 – Gerichtsverfassung und Berufsrecht der Rechtspflege
  - 300 – Gerichtsverfassung
    - 300-2 - Gerichtsverfassungsgesetz (GVG)

  - 301 – Richter
  - 302 – Entlastung der Gerichte, Rechtspfleger
  - 303 – Notare, Rechtsanwälte, Rechtsberater; Beurkundung
  - 304 – Einheitlichkeit der Rechtsprechung
- 31 – Verfahren vor den ordentlichen Gerichten
  - 310 – Zivilprozess, Zwangsversteigerung und Zwangsverwaltung
  - 311 – Vergleich, Konkurs, Einzelgläubigeranfechtung
  - 312 – Strafverfahren, Strafvollzug, Bundeszentralregister
    - 312-2 - Strafprozessordnung (StPO)

  - 313 – Gnadenrecht, Entschädigung für Strafverfolgungsmaßnahmen
  - 314 – Auslieferung und Durchlieferung
  - 315 – Freiwillige Gerichtsbarkeit
  - 316 – Verfahren bei Freiheitsentziehungen
  - 317 – Verfahren in Landwirtschaftssachen
  - 318 – Beglaubigung öffentlicher Urkunden
  - 319 – Zwischenstaatliche Rechtshilfe
- 32 – Verfassung und Verfahren der Arbeitsgerichte
- 33 – Verfassung und Verfahren der Sozialgerichte
- 34 – Verfassung und Verfahren der Verwaltungsgerichte
- 35 – Verfassung und Verfahren der Finanzgerichte
- 36 – Kostenrecht

### 4 –ZivilrechtundStrafrecht
- 40 – Bürgerliches Recht – Bürgerliches Gesetzbuch und Nebengesetze
  - 400 - Bürergliches Gesetzbuch und Nebengesetze
    - 400-2 - Bürgerliches Gesetzbuch (BGB)

  - 401 - Nebengesetze zum Allgemeinen Teil
  - 402 - Nebengesetze zum Recht der Schuldverhältnisse
  - 403 - Nebengesetze zum Sachenrecht
  - 404 - Nebengesetze zum Familienrecht
  - 405 - Nebengesetze zum Erbrecht
- 41 – Handelsrecht
- 42 – Gewerblicher Rechtsschutz
- 43 – Vorschriften gegen den unlauteren Wettbewerb
- 44 – Urheberrecht
- 45 – Strafrecht
  - 450
    - 450-2 - Strafgesetzbuch (StGB)

### 5 –Verteidigung
- 50 – Wehrverfassung
- 51 – Rechtsstellung der Soldaten
- 52 – Wehrbeschwerderecht – Wehrdisziplinarrecht
- 53 – Wehrsold – Fürsorge – Versorgung
- 54 – Wehrleistungsrecht
- 55 – Sonstiges Verteidigungsrecht
- 56 – Prisenrecht
- 57 – Ausführungsvorschriften zu Verteidigungsabkommen

### 6 –Finanzwesen
- 60 – Finanzverwaltung im Bund, in den Ländern und in den Gemeinden
- 61 – Steuern und Abgaben
  - 610 - Allgemeines Steuerrecht
  - 611 - Besitz- und Verkehrsteuern, Vermögensabgaben
    - 611-1 - Einkommensteuergesetz (EStG)

  - 612 - Verbrauchsteuern und Monopole
  - 613 - Zölle
- 62 – Lastenausgleich, Kriegsfolgeschäden
- 63 – Bundeshaushalt
- 64 – Bundesvermögen
- 65 – Schulden des Bundes
- 66 – Sicherheitsleistungen des Bundes
- 69 – Münzwesen

### 7 –Wirtschaftsrecht
- 70 – Allgemeines Wirtschaftsrecht
- 71 – Gewerberecht
- 72 – Preisrecht
- 74 – Außenwirtschaftsrecht
- 75 – Bergbau, Kernenergie, Elektrizität, Gas, Wasserwirtschaft, Energieversorgung
  - 754
    - 754-27 - Erneuerbare-Energien-Gesetz (EEG)
- 76 – Geld-, Kredit- und Versicherungswesen
- 77 – Sonstiges Wirtschaftsrecht
- 78 – Landwirtschaft und Ernährungswirtschaft
- 79 – Forstwirtschaft, Naturschutz, Jagdwesen und Fischerei

### 8 –Arbeitsrecht,Sozialversicherung, Kriegsopferversorgung, Eingliederung Behinderter
- 80 – Arbeitsrecht und Arbeitsschutz
- 81 – Arbeitsförderung
- 82 – Sozialversicherung
- 83 – Kriegsopferversorgung
- 84 – Heimkehrrecht
- 85 – Kindergeld und Erziehungsgeld
- 86 – Sozialgesetzbuch
- 87 – Eingliederung Behinderter
- 89 – Koordinierende Vorschriften

### 9 –Post-undFernmeldewesen,Verkehrswesen,Bundeswasserstraßen
- 90 – Post- und Fernmeldewesen
- 91 – Straßenbauwesen, Verkehrswegeplanung
- 92 – Straßenverkehrswesen
- 93 – Eisenbahnwesen
- 94 – Bundeswasserstraßen
- 95 – Schifffahrt
- 96 – Luftverkehr
- 97 – Wetterdienst

### Anhang: Fortgeltendes Recht der ehemaligen DDR
Die Gliederung des Anhangs behält die Gliederung der Anlage II des Einigungsvertrages bei.
- II – Bundesminister des Innern
- III – Bundesminister der Justiz
- IV – Bundesminister der Finanzen
- V – Bundesminister für Wirtschaft
- VI – Bundesminister für Ernährung, Landwirtschaft und Forsten
- VIII – Bundesminister für Arbeit und Sozialordnung
- X – Bundesminister für Jugend, Familie, Frauen und Gesundheit
- XI – Bundesminister für Verkehr
- XII – Bundesminister für Umwelt, Naturschutz und Reaktorsicherheit
- XIV – Bundesminister für Raumordnung, Bauwesen und Städtebau